# MARINA
『MARINA』（マリナ）は、渡辺満里奈の1stオリジナル・アルバム。1987年2月26日発売。発売元はEPIC・ソニー。

## 解説
1stシングル「深呼吸して」2ndシングル「ホワイトラビットからのメッセージ」を含む全12曲。
渡辺と同じEPIC・ソニー在籍で「シャイニン・オン 君が哀しい」のヒットを持つLOOKのキーボーディスト、山本はるきちがシングル曲含め3曲を提供。

## チャート成績
オリコンチャート1位を獲得した。

## 評価
音楽評論家の湯浅学は「付録の写真集の顔づくしを見ても調子のよさがよくわかってしまう」「世の中をなめてはいないけれど、見えかくれする大胆さの芽吹きが将来性を期待させる」「『ホワイトラビット…』のセカンド・ライン・ドラミングは印象的」と評している。

## 収録曲
作詞：秋元康（特記以外）沢ちひろ（8.11.12）
作曲：岸正之（特記以外）山川恵津子（2.3.11）山本はるきち（1.5.10）安部恭弘（12）
編曲：新川博（特記以外）山川恵津子（2.3.8.11.12）
1. ホリディ・ビジター
2. ホワイトラビットからのメッセージ
  - 通算2枚目のソロ・シングル。
3. 裸のクレヨン
4. 涙の天気予報
5. 星空のピンボール
  - 間奏はピンボールの効果音。
6. クリスマスが来るまえに
  - シングル「深呼吸して」B面曲。
  - CDのみ収録。
7. ジェリービーンズのロマンス
  - シングル「ホワイトラビットからのメッセージ」B面曲。
  - CDのみ収録。
8. ハートでCatch
9. 受話器から望遠鏡
10. 深呼吸して
  - デビュー・シングル。Album mix。
11. 月夜のピアニスト
12. See You

## 関連作品
- おニャン子クラブA面コレクション M-2・10
- おニャン子クラブB面コレクション M-6・7